# Кривошеев, Ефим Автономович
Кривоше́ев Ефи́м Автоно́мович (12 апреля 1916, Николаевка, Екатеринославская губерния, Российская империя — 9 сентября 1942, Мурманская область, РСФСР, СССР) — советский лётчик-истребитель, Герой Советского Союза (1943, посмертно).

## Биография
Родился в селе Николаевка ныне Новомосковского района Днепропетровской области в семье рабочего. Украинец.
Окончил школу и Криворожский аэроклуб в 1931 году. В РККА с 1939 года. В 1940 году окончил военную авиационную школу пилотов.
На фронт попал в мае 1942 года. Уже в июне этого же года Кривошеев совершил свой первый таран. В районе Ура-губы шестёрка «Аэрокобр», ведомая капитаном И. В. Бочковым, перехватила 6 бомбардировщиков Ju-88 и 16 истребителей Me-110, направлявшихся к Мурманску. Бой длился 45 минут. В ходе боя лейтенант Кривошеев сбил огнём из бортового оружия один самолёт противника, а другой таранил.
К сентябрю 1942 года гвардии лейтенант Кривошеев успел совершить 96 боевых вылетов, в 29 воздушных боях лично сбить 5 самолётов противника и 15 в группе.
9 сентября 1942 года он вылетел в составе пятёрки «Аэрокобр» под командованием капитана П. С. Кутахова на отражение налёта большой группы бомбардировщиков и истребителей противника на Мурманск. Силы были неравные, но наши лётчики, атакуя и обороняясь, срывали все попытки врага разбить строй группы и уничтожить самолёты поодиночке. В ходе боя Кривошеев подбил один «мессершмитт», который со снижением вышел из боя. На тридцатой минуте боя он заметил, как в хвост самолёта Кутахова зашёл вражеский истребитель Me-109. Он устремился на фашиста и нажал на гашетку, но боеприпасы уже кончились. Тогда Кривошеев пошёл на таран и уничтожил врага. Погиб в этом бою.
Указом Президиума Верховного Совета СССР «О присвоении звания Героя Советского Союза начальствующему и рядовому составу Красной Армии» от 22 февраля 1943 года за «образцовое выполнение боевых заданий командования на фронте борьбы с немецкими захватчиками и проявленными при этом отвагу и геройство» удостоен посмертно звания Героя Советского Союза.

## Награды
- Герой Советского Союза.
- Орден Ленина.
- Орден Красного Знамени.

## Память
- Именем Ефима Кривошеева названы морозильный траулер Мурманского тралового флота и улица в городе Кола Мурманской области.
- Именем Кривошеева названа улица в родном селе Николаевка.
- В сквере Дома культуры в селе Николаевка установлен памятник-бюст Ефиму Кривошееву.